# Ottoperotto
Ottoperotto è il cane della Banda Bassotti; il suo numero di matricola è 64. Compare spesso come protagonista di storie a parte.
Appartiene alla razza dei bassotti e spesso viene usato come mezzo per derubare Paperon de' Paperoni o commettere furti ma tutti gli sforzi finiscono male. Cane addestrato logicamente a rubare, finisce sempre per combinare guai, sempre a spese dei Bassotti.
Al cane Ottoperotto è stata dedicata persino una serie, Ottoperotto cane Bassotto, composta dalle storie: Ospite d'onore, Spuntino di mezzanotte, Un bassotto per due, Acqua e sapone. Bisogna inoltre citare Agente speciale Ciccio - Ottoperotto sessantatré, dove il cane diviene un agente G.N.A.M (Gruppo Nuovi Assaggiatori Municipali). Ottoperotto viene citato come un cane goloso e pasticcione, ed è golosissimo di salsicce, cosa che fa finire sempre nei guai i Bassotti.
Ottoperotto, invenzione di Pier Carpi, compare per la prima volta in "Zio Paperone e le bande rivali" (Almanacco Topolino 86, 1º febbraio 1964, disegni di Giovan Battista Carpi)